# Circus Money
Circus Money är ett album från 2008 av Walter Becker.

## Låtlista
1. Door Number Two
2. Downtown Canon
3. Bob Is Not Your Uncle Anymore
4. Upside Looking Down
5. Paging Audrey
6. Circus Money
7. Selfish Gene
8. Do You Remember The Name
9. Somebody's Saturday Night
10. Darkling Down
11. God's Eye View
12. Three Picture Deal
13. Dark Horse Dub *

* Extraspår enbart på den internationella (icke-USA) utgåvan släppt 14 juli 2008 på 5 OVER 12/Sonic360 Records och den japanska utgiven den 17 december 2008 på RCA Victor.